# Walter J. Harvey
Walter James Harvey (1903-1979) foi um diretor de fotografia britânico e o irmão mais velho da atriz Lilian Harvey. Ele nasceu a 9 de fevereiro de 1903 em Londres, Inglaterra.

## Filmografia selecionada
- The Man from Chicago (1930)
- Hobson's Choice (1931)
- The Love Nest (1933)
- Naked Fury (1959)
- Jungle Street (1960)
- Operation Cupid (1960)
- The Hand (1960)
- Three Spare Wives (1962)
- The Spanish Sword (1962)
- Danger by My Side (1962)
- The Hi-Jackers (1963)